# 하파 실바
하파엘 알레샨드르 "하파" 페르난드스 페헤이라 실바(Rafael Alexandre "Rafa" Fernandes Ferreira Silva, 1993년 5월 17일, 포르트다카자 ~)는 포르투갈의 축구 선수로, 현재 베식타시에서 공격형 미드필더로 활약하고 있다.

## 클럽 경력

### 페이렌스
빌라프랑카드시라의 포르트다카사 출신으로, 실바는 리스보아 현을 연고로 하는 두 클럽, 아틀레티쿠 포보엔스와 알베르카에서 축구를 시작하였다. 2011년, 18세의 나이에, 그는 페이렌스와 계약하였고, 이곳에서 유소년기의 마지막 1년을 보냈다.
2012년 7월 29일, 실바는 2-1로 이긴 페나피엘과의 2012-13 시즌 타사 드 리가 홈경기에서 90분을 출전해 프로 데뷔를 하였다. 그는 2012-13 시즌에 단 한번의 리그 경기만 결장했고, 도합해서 3,200분을 뛰며 팀이 2부 리그를 13위로 마치게 했다.

### 브라가
2013년 6월, 실바는 비공개 이적료에 브라가와 5년 계약을 맺었다. 그는 8월 26일, 2-1로 이긴 벨레넨스스전에서 선발로 나와 1부 리그 신고식을 치렀다.

## 국가대표팀 경력
실바는 2013년 4월 23일, 우즈베키스탄과의 경기에서 첫 포르투갈 U-20 국가대표팀 경기에 나왔다. 그러나, 그는 그 해 FIFA U-20 월드컵 명단에 들지 못했다.
2014년 2월 28일, 실바는 3월 5일, 카메룬과의 친선전을 앞두고 성인 국가대표팀에 처음 차출되었다. 그는 레이리아에서 열린 이 경기에서 전반 45분을 출전해, 5-1 승리에 일조했다.
2014년 5월 19일, 하파는 2014년 FIFA 월드컵의 23인 최종 엔트리에 포함되었다.

## 클럽 경력
2023년 6월 30일
| 클럽     | 시즌    | 리그 | 리그 | 컵   | 컵   | 리그컵 | 리그컵 | 유럽 | 유럽 | 기타 | 기타 | 합계 | 합계 |
| 클럽     | 시즌    | 출장 | 득점 | 출장 | 득점 | 출장   | 득점   | 출장 | 득점 | 출장 | 득점 | 출장 | 득점 |
| -------- | ------- | ---- | ---- | ---- | ---- | ------ | ------ | ---- | ---- | ---- | ---- | ---- | ---- |
| 페이렌스 | 2012–13 | 41   | 10   | 2    | 1    | 4      | 0      |      |      |      |      | 47   | 11   |
| 페이렌스 | 합계    | 41   | 10   | 2    | 1    | 4      | 0      |      |      |      |      | 47   | 11   |
| 브라가   | 2013–14 | 23   | 3    | 5    | 4    | 4      | 2      |      |      |      |      | 32   | 9    |
| 브라가   | 2014-15 | 34   | 2    | 6    | 3    | 3      | 0      |      |      |      |      | 43   | 5    |
| 브라가   | 2015-16 | 30   | 8    | 5    | 0    | 3      | 1      | 12   | 3    |      |      | 50   | 12   |
| 브라가   | 2016-17 | 1    | 0    |      |      |        |        |      |      | 1    | 0    | 2    | 0    |
| 브라가   | 합계    | 88   | 13   | 16   | 7    | 10     | 1      | 12   | 3    | 1    | 0    | 127  | 26   |
| 벤피카   | 2016-17 | 20   | 2    | 4    | 0    | 4      | 0      | 3    | 0    |      |      | 31   | 2    |
| 벤피카   | 2017-18 | 20   | 3    | 2    | 0    | 2      | 0      | 1    | 0    |      |      | 25   | 3    |
| 벤피카   | 2018-19 | 26   | 17   | 4    | 2    | 2      | 2      | 12   | 0    |      |      | 44   | 21   |
| 벤피카   | 2019-20 | 25   | 7    | 4    | 1    | 1      | 0      | 5    | 2    | 1    | 1    | 36   | 11   |
| 벤피카   | 2020-21 | 29   | 5    | 5    | 1    | 2      | 0      | 9    | 3    | 1    | 0    | 46   | 9    |
| 벤피카   | 2021-22 | 28   | 8    | 2    | 1    | 2      | 0      | 13   | 3    |      |      | 45   | 12   |
| 벤피카   | 2022-23 | 28   | 8    | 2    | 0    | 3      | 0      | 14   | 6    |      |      | 47   | 14   |
| 벤피카   | 합계    | 176  | 50   | 23   | 5    | 16     | 2      | 57   | 14   | 2    | 1    | 274  | 72   |

## 수상

#### SC 브라가
- 타사 데 포르투갈 : 2015-16

#### SL 벤피카
- 프리메이라리가 : 2016–17, 2018–19, 2022–23
- 타사 데 포르투갈 : 2016–17
- 수페르타사 칸디두 데 올리베이라 : 2017, 2019, 2023

#### 포르투갈
- UEFA 유로 : 2016
- UEFA 네이션스리그 : 2018-19

#### 개인
- 프리메이라리가 도움왕 : 2021-22
- 프리메이라리가 이 달의 골 2회
- 포르투갈 공화국 공로장 3등급 : 2017